# Aulikki Rautawaara

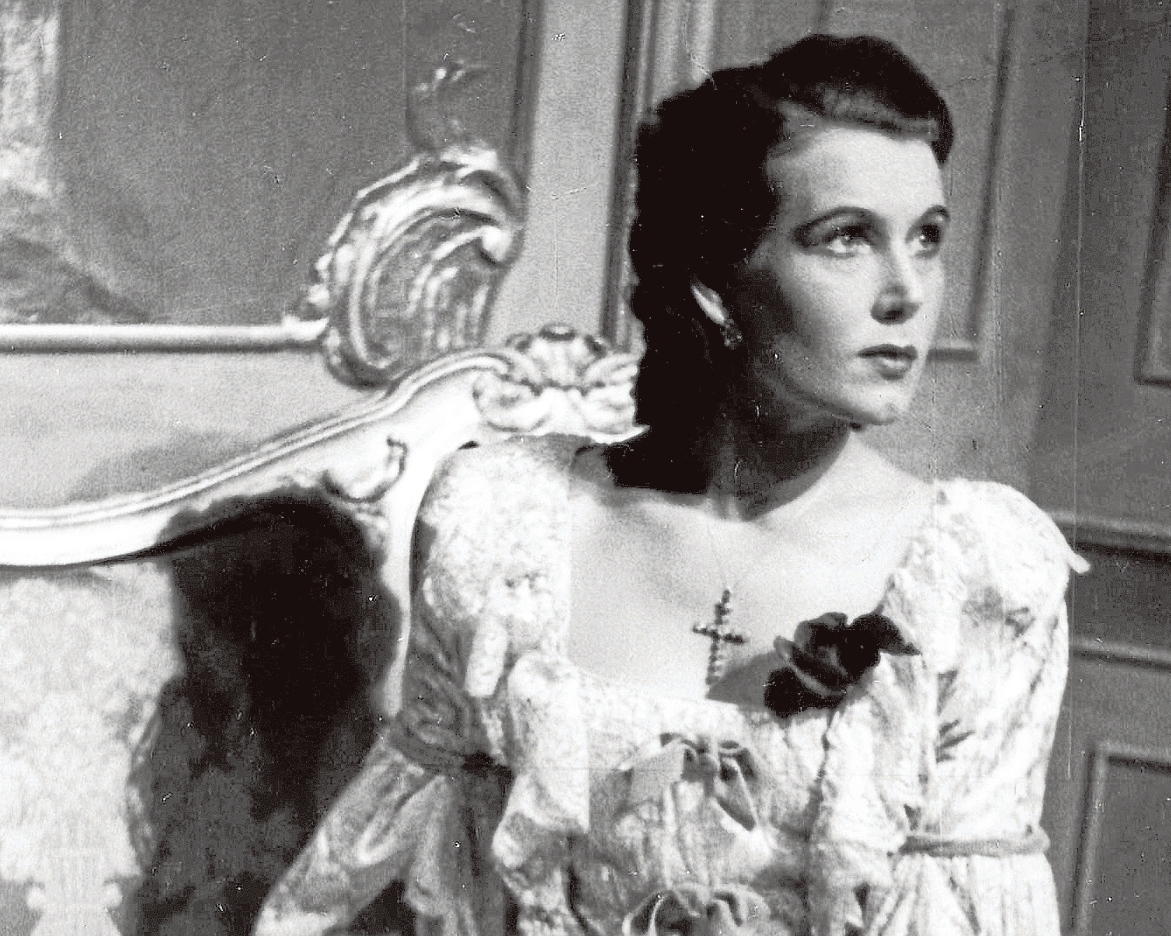
Aulikki Rautawaara als Contessa in Le nozze di Figaro

Terttu Aulikki Rautawaara [ˈɑu̯likːi ˈrɑu̯tɑvɑːrɑ] (* 2. Mai 1906 in Vaasa; † 29. Dezember 1990 in Helsinki) war eine finnische Opernsängerin (Sopran).

## Leben
Aulikki Rautawaara kam am Bottnischen Meerbusen zur Welt. Nachdem sie wegen einer Handverletzung ihre Klavierausbildung hatte aufgeben müssen, bildete sie ihre Stimme bei ihrem Vater, einem Gesangslehrer in Helsinki, und in Berlin aus. Sie debütierte im Jahre 1932 an der Oper in Helsinki. Es folgten zahlreiche Gastspiele bei der Glyndebourne Festival Opera, den Salzburger Festspielen und den Wiener Festwochen, in Berlin, München und Amsterdam, häufig als Interpretin von Wolfgang Amadeus Mozart. Rautawaara sang an der Königlichen Oper in Stockholm und übernahm Rollen in Operetten und Musikfilmen. In Deutschland spielte sie 1934 in der Komödie Alles hört auf mein Kommando.
Ende der 1940er Jahre trat sie beim Edinburgh Festival und in Visby auf. Damals hatte sie sich bereits als Interpretin skandinavischer Lieder (Jean Sibelius und Ture Rangström) etabliert. Nach Beendigung ihrer Karriere als Sängerin war sie Gesangspädagogin in Helsinki.
Aulikki Rautawaara war mit Reino Palmroth und von 1956 bis 1958 mit dem finnischen Komponisten Erik Bergman verheiratet.

## Filmografie
- 1934: Alles hört auf mein Kommando